# هنري سميث مونرو
هنري سميث مونرو (بالإنجليزية: Henry Smith Munroe)‏ هو جيولوجي أمريكي، ولد في 25 مارس 1850 في بروكلين في الولايات المتحدة، وتوفي في 4 مايو 1933 في ليتشفيلد في الولايات المتحدة.